# Maruxa Vilalta
María Vilalta Soteras, conocida como Maruxa Vilalta (Barcelona, 23 de septiembre de 1932 - Ciudad de México, 19 de agosto de 2014) fue una dramaturga y directora de teatro mexicana de origen español. Destacó en la dramaturgia a nivel internacional. Sus piezas de teatro han sido traducidas, publicadas y representadas en diversos países. Ganó diez veces el premio de los críticos a la mejor obra del año.
En 1994 fue nombrada Creadora Artística del Sistema Nacional de Creadores de Arte. En noviembre de 2010 se le otorgó el Premio Nacional de Ciencias y Artes en el área de Lingüística y Literatura, por su obra, que ha tenido resonancia nacional e internacional. Temas como la incomunicación y el afán de evasión se unen en las obras de esta autora a la crítica política, protesta contra la injusticia social y defensa del ser humano. El teatro de Maruxa Vilalta da un significado más amplio a los problemas de los países y de sus pobladores en la hora actual.

## Biografía
Era hija del abogado Antonio Vilalta y Vidal, figura relevante en la Segunda República Española de 1931, uno de los luchadores por el Estatut de la Generalitat, fundador del partido Esquerra Republicana, y de María Soteras Maurí, doctora en leyes. Antonio Vilalta fue elegido y proclamado diputado del Ilustre Colegio de Abogados de Barcelona. María Soteras fue la primera mujer que se recibió de abogada en la Universidad de Barcelona y perteneció también al Colegio de Abogados. En 1936, al iniciarse la guerra civil en España se exilian tres años en Bruselas y llegan a México vía Nueva York en 1939.
Desde la edad de ocho años Maruxa tiene la nacionalidad mexicana. Cursó en México sus estudios, desde la educación primaria, y seis años de bachillerato en francés en el Liceo Franco Mexicano. Ingresa a la Universidad Nacional Autónoma de México y cursa la maestría en letras españolas. Como escritora empezó por publicar tres novelas que obtuvieron varias ediciones: El castigo (1957), Los desorientados (1959) y Dos colores para el paisaje (1961). Adaptó Los desorientados al teatro y a partir del estreno, en 1960, inició su carrera de dramaturga. Todas las obras que escribe son piezas de teatro, con excepción de algunos cuentos, publicados en periódicos y revistas culturales, y el libro de relatos El otro día, la muerte (Serie del Volador, Joaquín Mortiz, 1974), que contiene: «Diálogos del narrador», «La muerte y su invitado», «Romance con la muerte de agua», «Aventura con la muerte de fuego» y «Morir temprano», «Mientras comulga el general».

## Piezas de teatro y premios
- Los desorientados (1960).
- Un país feliz (1964).
- Soliloquio del tiempo (1964).
- Un día loco (1964).
- La última letra (1964).
- El 9 (1965).
- Cuestión de narices (1966). Premio al mejor grupo y al mejor director, Ramón Dagés, en el Festival de Manresa (1974).
- Esta noche juntos, amándonos tanto (1970). Premio Juan Ruiz de Alarcón a la mejor obra del año y Premio a la mejor obra en el Festival de Las Máscaras, en Morelia.
- Nada como el piso 16 (1976). Premio Juan Ruiz de Alarcón a la mejor obra del año y Premio de la Unión de Críticos y Cronistas de Teatro a la mejor obra del año.
- Historia de él (1978). Premio Juan Ruiz de Alarcón a la mejor obra del año y Premio de El Fígaro a la mejor obra del año.
- Una mujer, dos hombres y un balazo (1981). Contiene cuatro obras en un acto: En Las Lomas, esa noche, El té de los señores Mercier, El barco ebrio, Archie & Bonnie.
- Pequeña historia de horror (y de amor desenfrenado) (1985).
- Una voz en el desierto. Vida de San Jerónimo (1991). Premio de la Asociación Mexicana de Críticos de Teatro a la mejor obra de investigación creativa, Premio de Dramaturgia de la Agrupación de Periodistas Teatrales y Premio de Claridades a la mejor obra del año.
- Francisco de Asís (1992). Premio de la AMCT a la mejor obra de investigación creativa.
- Jesucristo entre nosotros (1994).
- Ignacio y los jesuitas (1997).
- 1 9 1 0 (2000 y reestreno en 2001).
- Con vista a la bahía. Se estrena en el teatro El Granero el 18 de mayo de 2007, presentada por el Consejo Nacional para la Cultura y las Artes y el Instituto Nacional de Bellas Artes. Segunda temporada en el Centro Cultural Helénico, Teatro de La Gruta, a partir del 3 de septiembre de 2007.

## Distinciones
Además de los premios a sus piezas de teatro, recibió, entre otras, las siguientes distinciones: 
- Diploma del Instituto Mexicano de Cultura, 1963.
- Diploma del Departamento del Distrito Federal, Programa Cultural de la XIX Olimpiada, 1968.
- Diploma como vicepresidenta del Colegio de Literatura, 1968.
- Premio al mérito literario, Círculo de Letras Nuevos Horizontes, Managua, 1972.
- El 9 (Number 9) en la antología de las mejores obras cortas del año, The Best Short Plays 1973, de Stanley Richards.
- Diploma como socia honoraria de la Unión Femenina de Periodistas y Escritoras, 1974.
- Designación de la Unión Femenina de Periodistas y Escritoras como Mujer de la Década 1970-1980.
- Premio de honor de Claridades por su destacada aportación al arte, 1998.
- Por su trayectoria como dramaturga le fueron dedicadas a Maruxa Vilalta las Novenas Jornadas de Teatro Latinoamericano, organizadas por la Universidad de Tennessee y la Secretaría de Cultura de Puebla, en la ciudad mencionada del 3 al 6 de julio de 2001.
- Premio Nacional de Ciencias y Artes en el área de Lingüística y Literatura por el gobierno de México en 2010.

## Publicaciones
Las obras de Maruxa Vilalta han sido publicadas por editoriales de prestigio, entre ellas el Fondo de Cultura Económica, el Consejo Nacional Para la Cultura y las Artes, Joaquín Mortiz, Planeta y la Universidad Nacional Autónoma de México. 
La pieza 1 9 1 0 tiene por tema la Revolución Mexicana y se estrenó en el teatro El Granero, el 27 de noviembre de 2000, presentada por el Consejo Nacional para la Cultura y las Artes a través del Instituto Nacional de Bellas Artes, el Instituto Nacional de Estudios Históricos de la Revolución Mexicana y la Universidad Nacional Autónoma de México. Una segunda temporada se inició el 20 de abril de 2001, en el Centro Nacional de las Artes, teatro Salvador Novo.
En 2002 la Dirección General de Publicaciones del Consejo Nacional para la Cultura y las Artes publica en la colección "Lecturas Mexicanas" el libro 1 9 1 0 y tres obras más, que contiene las piezas de Maruxa Vilalta: 1 9 1 0, Una mujer, dos hombres y un balazo, Pequeña historia de horror (y de amor desenfrenado), Una voz en el desierto. Vida de San Jerónimo.
También en 2002 la Universidad Nacional Autónoma de México publica en su serie "Voz Viva" el disco-libro Antología de teatro, con fragmentos de obras de Maruxa Vilalta en voz de la autora y textos impresos. 
En el mismo año la Sociedad General de Escritores de México incluye tres obras de esta dramaturga en el disco compacto Cien años de teatro mexicano.
En noviembre de 2003 el Fondo de Cultura Económica publica una Antología de obras de teatro de Maruxa Vilalta, en la colección "Letras Mexicanas", selección y prólogo de Felipe Garrido.
El Fondo de Cultura Económica reunió además varias de las piezas de esta autora en las colecciones Teatro I (1972, 4ª.edición 1997), Teatro II (1989, 2ª. edición 1992) y Teatro III (1990, 3ª. edición 1994).
En 2006 se publica A Voice in the Wilderness, The Life of Saint Jerome, traducción de Edward Huberman revisada y editada por Sharon Magnarelli, edición bilingüe, The Edwin Mellen Press, Lewiston (Nueva York).
En 2006 Ignacio y los jesuitas se presenta en El Progreso, Honduras, con el grupo de Teatro La Fragua, director Jack Warner. Temporada en 2006 y 2007.
En 2007 Una mujer, dos hombres y un balazo se estrena en Bogotá, Colombia, presentada por la Universidad Estatal, dirección de escena de Maira Salamanca.
En 2007 se estrena en México la obra de Maruxa Vilalta: Con vista a la bahía, publicada por el Consejo Nacional para la Cultura y las Artes en 2010.
La investigadora María Elena Reuben, de Hofstra University, Nueva York, estableció una Bibliografía de Maruxa Vilalta con las obras de esta autora, las principales referencias y artículos académicos acerca de su teatro y una selección de reseñas y comentarios de prensa.
En Pamplona estableció también una Bibliografía de Maruxa Vilalta el escritor Eduardo Mateo.
Destaca asimismo la investigación acerca de las obras de Maruxa Vilalta en el Diccionario de escritores mexicanos siglo XX, dirección y asesoría de Aurora M. Ocampo, Instituto de Investigaciones Filológicas, Centro de Estudios Literarios, Universidad Nacional Autónoma de México.

## Dirección de escena
Maruxa Vilalta dirigió obras de Jean Anouilh, Albert Husson, Peter Ustinov, Ira Wallach, Gabriel Arout / Antón Chéjov y, a partir de 1970, solamente las obras de las que era autora.
Impartía cursos y seminarios de teatro. Participó en conferencias de universidades y centros de estudio de México y del extranjero.
Maruxa Vilalta fue miembro del PEN Club Internacional, la Sociedad General de Escritores de México, la Sociedad Mexicana de Geografía y Estadística y la Asociación de Escritores de México, entre otras agrupaciones.

## Artículos
Entre los principales ensayos y artículos sobre las obras de esta escritora, los publicados en México por Carlos Solórzano, Luis G. Basurto, Luis de Tavira, Ramón Xirau, Efraín Huerta, Mauricio Magdaleno, Héctor Azar, Marcela del Río, Henrique González Casanova, José Ramón Enríquez, Sergio García Ramírez, Reyna Barrera y Fernando Sánchez Mayáns; en Madrid y en Venezuela por Carlos Miguel Suárez-Radillo; en Barcelona por Manuel Aznar Soler, Josep María Poblet, Joaquín Ventalló y Josep Maria Lladó; en Francia por Jean y André Camp; en Estados Unidos por Sharon Magnarelli, Robert L. Bancroft, Willis Knapp Jones, J. Gaucher-Schultz y Joan R. Boorman; en Toronto por Kirsten F.Nigro; en Puerto Rico por Edna Coll; en Río de Janeiro por María Ramos y en Praga por Jan Makarius.